# Élections constituantes de 1946 dans les Hautes-Pyrénées
Les élections constituantes françaises de 1946 se tiennent le 2 juin. Ce sont les deuxièmes élections constituantes, après le rejet du projet de Constitution française du 19 avril 1946 lors du référendum du 5 mai.

## Mode de scrutin
L'assemblée constituante est composée de 586 sièges pourvus au scrutin proportionnel plurinominal suivant la règle de la plus forte moyenne dans chaque département, sans panachage ni vote préférentiel.
Dans le département des Hautes-Pyrénées, trois députés sont à élire.

## Élus
| Député sortant   | Parti | Parti   | Député élu ou réélu | Parti | Parti   |
| ---------------- | ----- | ------- | ------------------- | ----- | ------- |
| Jean Toujas      |       | PCF     | Jean Toujas         |       | PCF     |
| Charles d'Aragon |       | MRP     | Charles d'Aragon    |       | MRP     |
| Paul Baratgin    |       | Rad-soc | René Billères       |       | Rad-soc |

## Résultats

### Résultats à l'échelle du département
| Parti    | Parti    | Tête de liste    | Résultats | Résultats | Sièges |  |
| Parti    | Parti    | Tête de liste    | Voix      | %         |        |  |
| -------- | -------- | ---------------- | --------- | --------- | ------ |  |
|          | MRP      | Charles d'Aragon | 33 707    | 34,72     | 1      |  |
|          | PCF      | Jean Toujas      | 23 953    | 24,68     | 1      |  |
|          | RGR      | René Billères    | 21 902    | 22,56     | 1      |  |
|          | SFIO     | Jean Marcheix    | 30 577    | 14,76     | -      |  |
|          |          |                  |           |           |        |  |
| Inscrits | Inscrits | Inscrits         | 128 295   | 100,00    | 3      |  |
| Votants  | Votants  | Votants          | 99 477    | 77,54     |        |  |
| Exprimés | Exprimés | Exprimés         | 97 075    | 97,59     |        |  |